# Synagoga Hiszpańska w Pradze
Synagoga Hiszpańska w Pradze (cz. Španělská synagoga) – synagoga zbudowana w 1868 roku, przy ulicy Dušní, na praskim Josefovie na miejscu Starej Synagogi, w pobliżu kościoła św. Ducha. 

## Opis
Synagoga została wybudowana w stylu hiszpańsko-mauretańskim według projektu Vojtěcha Ignáce Ullmanna oraz Josefa Niklase, których projektując budynek synagogi inspirowała Alhambra. W oknach znajdują się barwne witraże projektu A. Bauma i B. Münzbergera którzy ukończyli je w 1893 roku.
W synagodze znajduje się obecnie Muzeum Żydowskie z ekspozycją poświęconą historii czeskich i morawskich Żydów od XVIII wieku do 1945 roku; częścią zbiorów są srebra z morawskich i czeskich synagog. Nabożeństwa odprawiane są przeważnie w każdą sobotę.

## Galeria

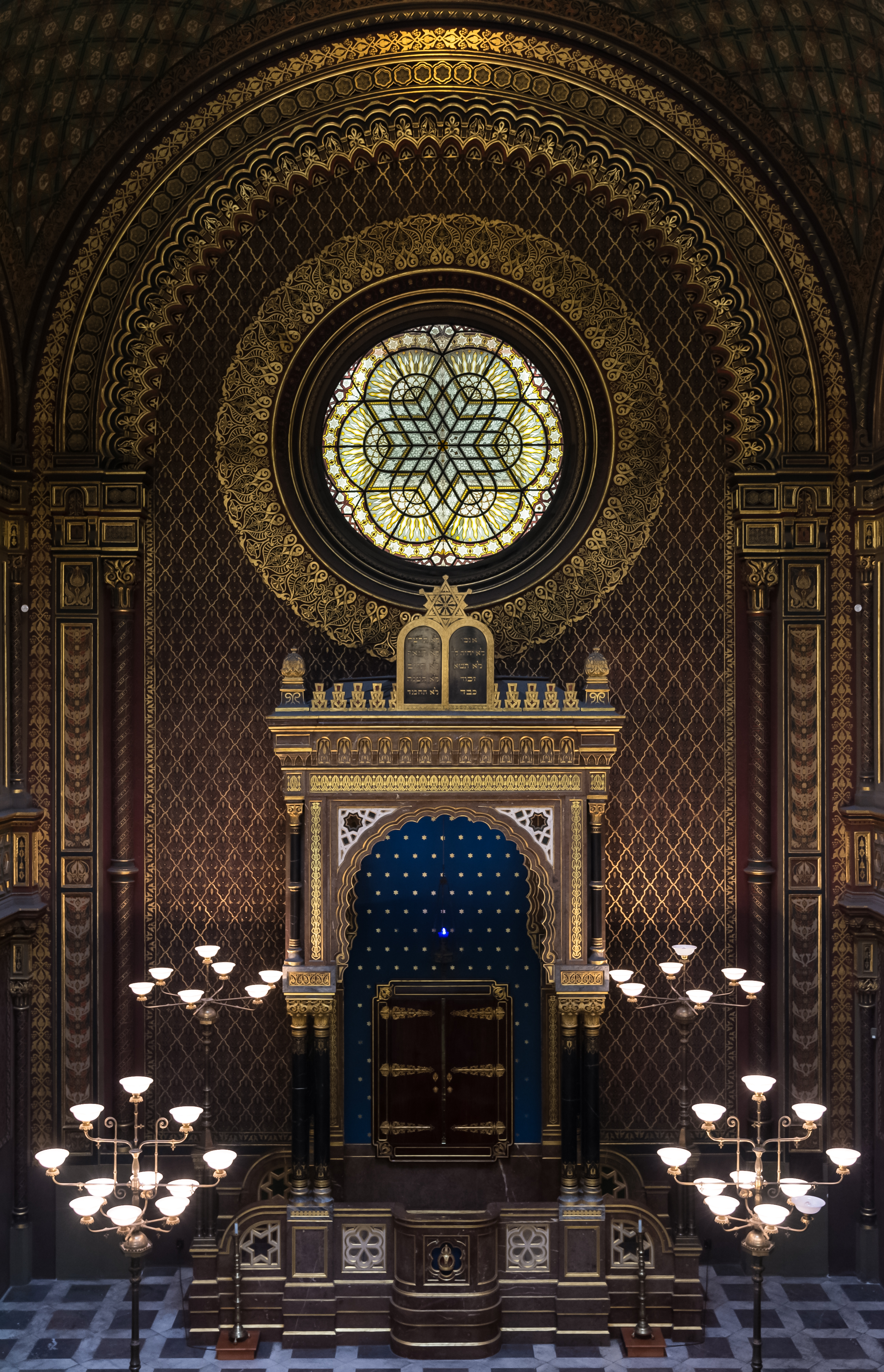
Aron ha-kodesz
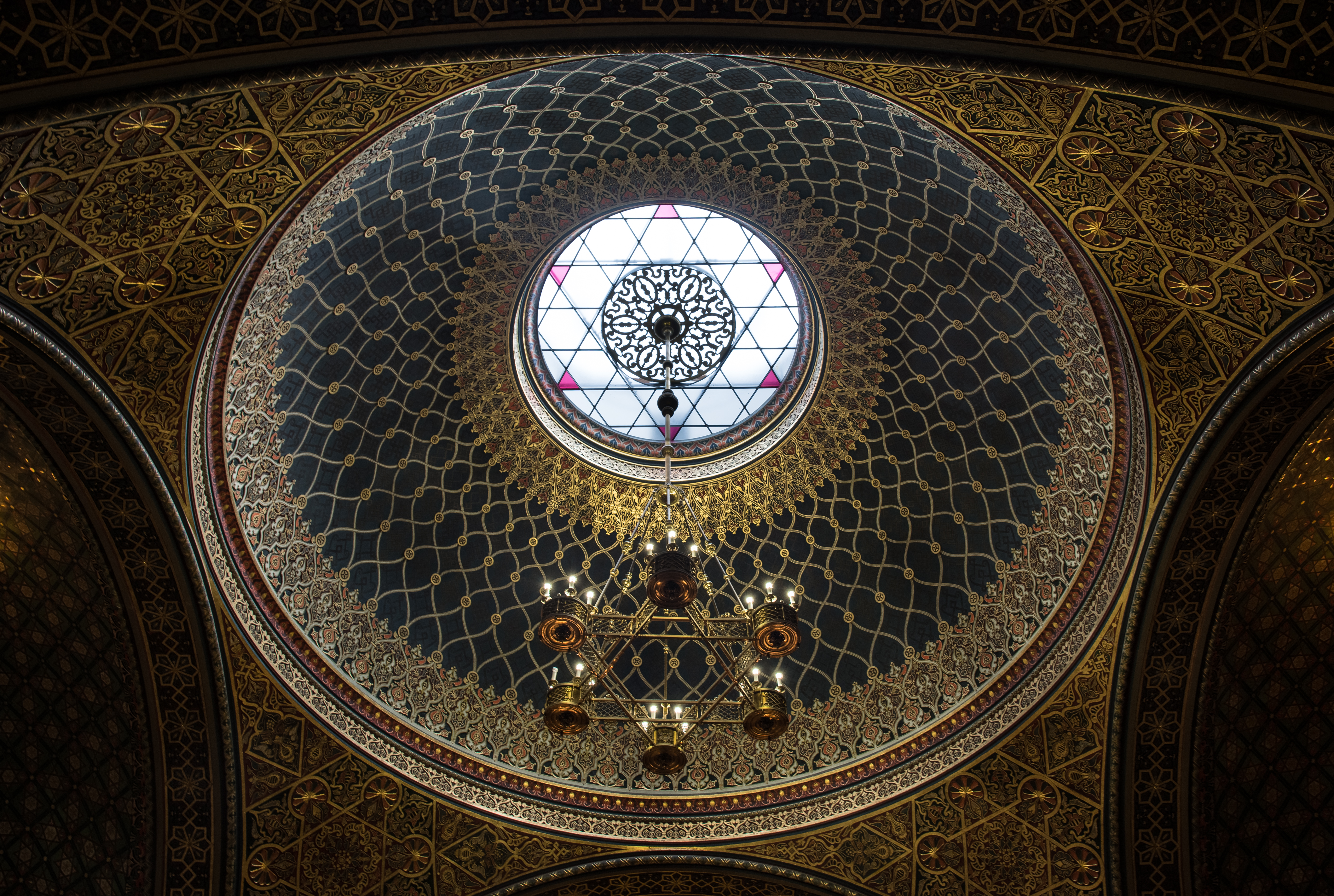
Kopuła
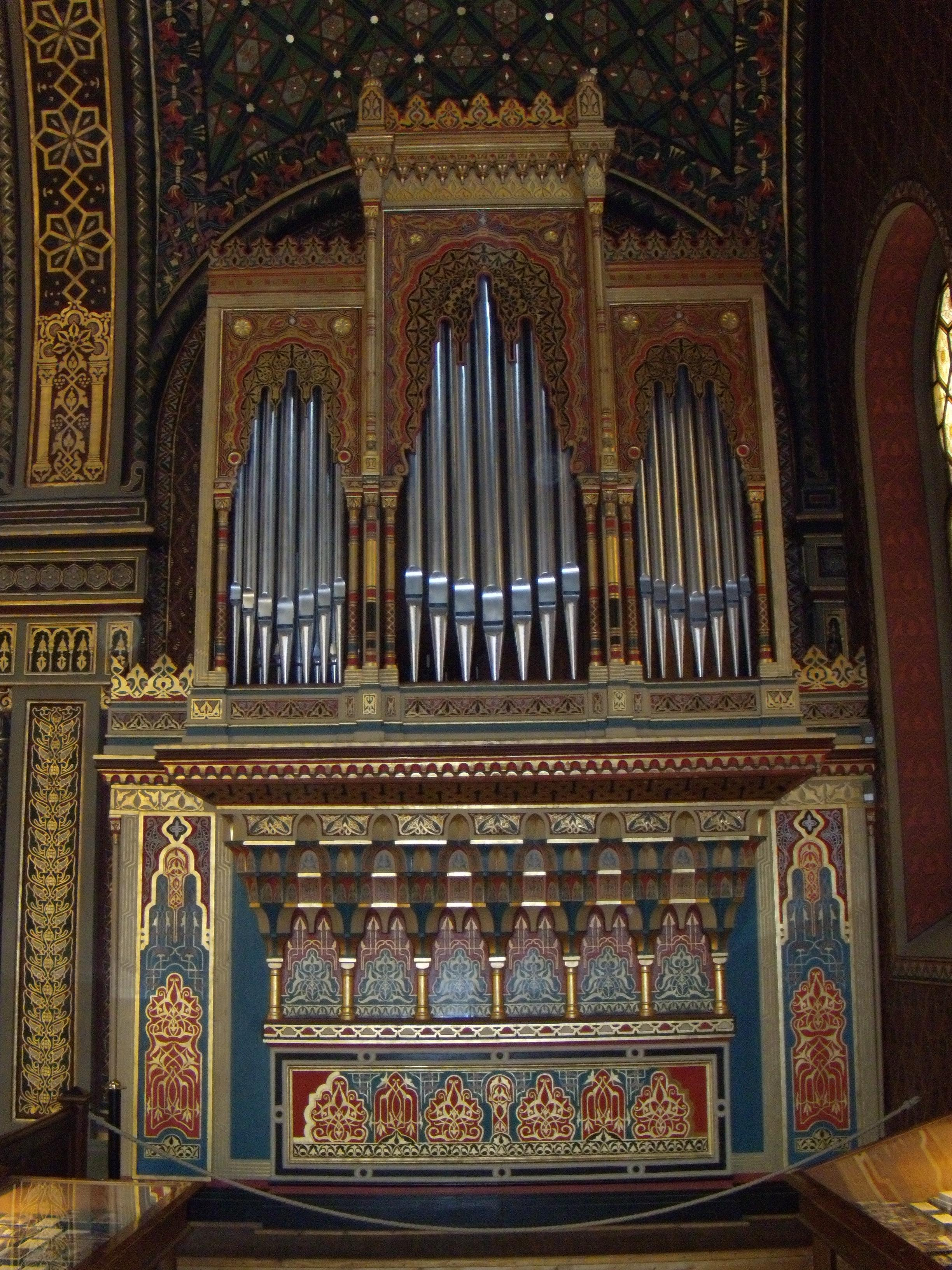
Organy
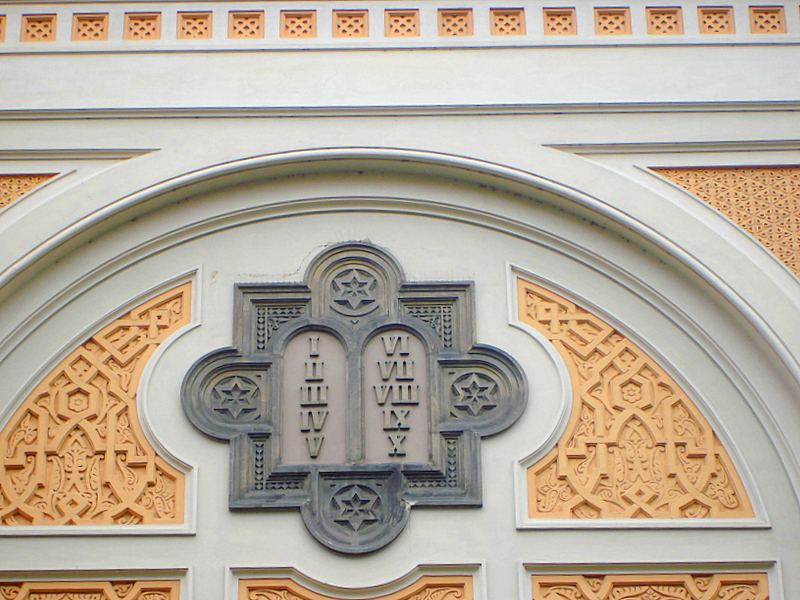
Tablice z dekalogiem